# Hội Cảng Đường thủy Thềm lục địa Việt Nam
Hội Cảng Đường thủy Thềm lục địa Việt Nam là tổ chức xã hội nghề nghiệp phi lợi nhuận của những người và các tổ chức hoạt động nghiên cứu hay sản xuất liên quan đến xây dựng Cảng - Đường thủy - Thềm lục địa tại Việt Nam .
Hội có tên giao dịch tiếng Anh là Vietnam Association of Port-Waterway-Offshore Engineering, viết tắt là VAPO .
Hội được thành lập ngày 20/5/1987. Sau đó hội được xếp là Hội thành viên của Tổng hội Xây dựng Việt Nam theo quyết định số 57/2004/QĐ-BNV ngày 30/8/2004 của Bộ Nội vụ 
Điều lệ Hội hiện hành được Bộ Nội vụ phê duyệt tại Quyết định số 244/QĐ-BNV ngày 24 tháng 3 năm 2010 .
Văn phòng Hội đặt tại địa chỉ Số C17/42 phố Nguyễn Thị Định, phường Nhân Chính, quận Thanh Xuân, Hà Nội.